# همخوان ر-گونه
همخوان‌هایی که در زبان‌های گوناگون و با استفاده از نظام نوشتاری لاتین با نشانه‌های ⟨R⟩ ،⟨r⟩ نوشته می‌شوند و در الفبای آوانگاری بین‌المللی نیز با به‌کارگیری همین نشانه‌ها و ایجاد تغییراتی در آن‌ها (به شکل‌های r, ɾ, ɹ, ɻ, ʀ, ʁ, ɽ, و ɺ) نمایانده می‌شوند، به لحاظ جایگاه و شیوه تولید، طیف گسترده‌ای از آواها را تشکیل می‌دهند که اصطلاحاً به آن‌ها همخوان ر-گونه (انگلیسی: Rhotic consonant) یا ر-آواها گفته می‌شود.
همخوان‌های ر-گونه می‌توانند به لحاظ جایگاه تولید، نوک‌زبانی-لثوی، برگشتی، نوک‌زبانی-پس‌لثوی، یا ملازی، و به لحاظ شیوه تولید، لرزشی، زنشی، سایشی یا ناسوده باشند.